# Anchirina
Le anchirine sono una famiglia di proteine che mediano l'attacco delle proteine intrinseche di membrana al citoscheletro della membrana basato su spettrina-actina. Le anchirine hanno siti di legame per la subunità beta della spettrina e per almeno 12 famiglie di proteine intrinseche (integrali) di membrana. La formazione di questo legame è necessaria per mantenere l'integrità delle membrane plasmatiche e per ancorare canali ionici specifici, scambiatori di ioni e trasportatori di ioni all'interno della membrana plasmatica. Il nome anchirina deriva dalla parola che in greco significa "fusione".

## Struttura
Le anchirine contengono quattro domini funzionali: un dominio N-terminale che contiene 24 tandem di ripetizioni di anchirine, un dominio centrale che si lega alla spettrina, un dominio di morte che si lega alle proteine coinvolte nell'apoptosi e infine un dominio regolatorio C-terminale che è altamente variabile tra diverse proteine di anchirina.

## Riconoscimento di proteine di membrana
I 24 tandem di ripetizioni di anchirina sono responsabili del riconoscimento di un'ampia gamma di proteine di membrana. Queste 24 ripetizioni contengono 3 siti di legame strutturalmente distinti che vanno dalla ripetizione 1-14. Questi siti di legame sono quasi indipendenti l'uno dall'altro e possono essere usati in combinazione. Le interazioni che i siti utilizzano per legare le proteine di membrana non sono specifiche e consistono in: legame a idrogeno, interazioni idrofobiche e interazioni elettrostatiche. Queste interazioni non specifiche conferiscono alla anchirina la proprietà di riconoscere un'ampia gamma di proteine.

## Sottotipi
Le anchirine nei mammiferi sono codificate da tre geni (ANK1 , ANK2 e ANK3). Ogni gene a sua volta produce più proteine tramite splicing alternativo.

### ANK1
Il gene ANK1 codifica per le proteine anchirina-R.  L'anchirina-R è stata caratterizzata per la prima volta negli eritrociti umani, nei quali questa anchirina veniva indicata come anchirina eritrocitaria o banda2.1. L’anchirinaR consente agli eritrociti di resistere alle forze di taglio che subiscono durante la circolazione nei vasi. Gli individui con anchirinaR ridotta o difettosa hanno una forma di anemia emolitica che è definita con il nome di sferocitosi ereditaria. Negli eritrociti, l’anchirina-R collega lo scheletro di membrana allo scambiatore anionico Cl-/HCO3-.
Anchirina-1 collega il recettore della membrana CD44 al recettore inositolo-trifosfato e al citoscheletro.
È stato suggerito che l'anchirina-1 interagisca con KAHRP (una proteina ricca di istidina espressa dagli eritrociti infettati da Plasmodium falciparum).

### ANK2
Successivamente, le proteine anchirina-B (prodotti del gene ANK2) sono state identificate nel cervello e nei muscoli. Le proteine anchirina-B e Anchirina-G sono necessarie per la distribuzione polarizzata di molte proteine di membrana tra cui l'ATPasi Na+/K+, il canale del Na+ voltaggio dipendente e lo scambiatore Na+/Ca2+.

### ANK3
Le proteine anchirina-G (prodotti del gene ANK3) sono state identificate nelle cellule epiteliali e nei neuroni. Un'analisi genetica su larga scala condotta nel 2008 ha messo in evidenza la possibilità che ANK3 sia coinvolto nel disturbo bipolare.